# Ramon I de Cerdanya
Ramon I de Cerdanya (? - 1068) fou comte de Cerdanya i de Conflent (1035-1068) i comte de Berga (1050-1068).

## Orígens familiars
Fill del comte Guifré II de Cerdanya i la seva muller Guisla de Pallars. Fou germà gran dels comtes Bernat I de Berga i Berenguer I de Berga.

## Ascens al tron comtal
Va heretar el comtat de Cerdanya mentre el seu germà Bernat heretava el comtat de Berga.
Quinze anys més tard, per morts sense descendència i renúncies dels seus germans, va heretar també el Comtat de Berga, aconseguint així reunir de nou les terres del seu pare.
El seu pare s'havia enemistat amb el comtat d'Urgell, Ramon I aconseguí arribar el 1063 a un pacte de no-agressió i ajuda amb Ermengol III. Així mateix va retre homenatge al comte de Barcelona Ramon Berenguer I i va manar casar el seu hereu amb la filla del comte.

## Núpcies i descendents
Es casà amb una donzella anomenada Adelaida, amb la qual va tenir:
- Guillem I de Cerdanya (?-1095), comte de Cerdanya
- Enric de Cerdanya (?-v 1102)
- Clemència de Cerdanya (?-?), casada amb Arnau-Riculf, senyor de So, al Donasà[1]

## Títols i successors
| Ramon I de Cerdanya Mort: 1068             | |                                           |
| Títols                                     | |                                           |
| Precedit per: Guifré II de Cerdanya (pare) | Comte de Cerdanya (Llista de comtes de Cerdanya) Comtat de Cerdanya, Comtat de Conflent (1035–1068) | Succeït per: Guillem I de Cerdanya (fill) |
| Precedit per: Berenguer I de Berga (germà) | Comte de Berga (Llista de comtes de Berga) (1050–1068)                                              | Succeït per: Guillem I de Cerdanya (fill) |